# Tiếng Sango
Tiếng Sango (hay Sangho) là một ngôn ngữ creole ở Cộng hòa Trung Phi và là ngôn ngữ chính được sử dụng ở nước này. Nó là ngôn ngữ chính thức của Cộng hòa Trung phi, biến Cộng hòa Trung Phi trở thành một trong số ít các quốc gia châu Phi có ngôn ngữ bản địa là ngôn ngữ chính thức.
Ngôn ngữ creole dựa trên ngôn ngữ Bắc Ngbandi. Nó được sử dụng như một ngôn ngữ thương mại dọc theo sông Ubangi trước khi thuộc địa Pháp vào những năm 1880. Trong bài phát biểu thông tục, 90% từ vựng của ngôn ngữ là Sango, trong khi trong bài phát biểu kỹ thuật hơn, từ mượn tiếng Pháp chiếm đa số.

## Kí tự đặc biệt trong tiếng sango
Đây là những chữ trong tiếng sango là: â ê î ô û và ä ë ï ö ü và kí tự này cũng giống Tiếng Pháp và Tiếng Đức nhưng đặc biệt là kí tự trong tiếng sango nó giống như tiếng Pháp là: â ê î ô û và ë ï và tiếng Đức là: ä ö ü và nhưng tiếng sango chỉ được sử dụng ở Cộng hòa Trung Phi làm ngôn ngữ chính thức.

## Phân loại
Một số nhà ngôn ngữ học, theo William J. Samarin, phân loại nó là một Ngbandi dựa trên creole; tuy nhiên, những người khác (như Marcel Diki-Kidiri, Charles H. Morrill) từ chối phân loại đó và nói rằng những thay đổi trong cấu trúc Sango (cả bên trong và bên ngoài) có thể được giải thích khá tốt mà không cần quá trình tạo kẽ hở.
Theo giả thuyết về kẽ hở, Sango đặc biệt ở chỗ nó là một loại ngôn ngữ creole ở Châu Phi chứ không phải Châu Âu. Mặc dù tiếng Pháp đã đóng góp rất nhiều từ vay mượn, cấu trúc của Sango hoàn toàn Phi.

## Lịch sử
Một biến thể Sango đã được sử dụng như một ngôn ngữ cầu nối dọc theo sông Ubangi trước thời Pháp thuộc, vào cuối những năm 1800. Quân đội Pháp tuyển mộ người Trung Phi, khiến họ ngày càng sử dụng Sango như một phương tiện liên lạc giữa các quốc gia. Trong suốt thế kỷ 20, các nhà truyền giáo đã quảng bá Sango vì cách sử dụng rộng rãi. 
Ban đầu được sử dụng bởi những người buôn bán trên sông, Sango phát sinh như một ngôn ngữ chung dựa trên phương ngữ Bắc Ngbandi của bộ tộc Sango, một phần của cụm ngôn ngữ Ngbandi, với một số ảnh hưởng của Pháp.
Sự phát triển nhanh chóng của thành phố Bangui kể từ những năm 1960 đã có ý nghĩa quan trọng đối với sự phát triển của tiếng Sango, với sự sáng tạo, lần đầu tiên, của một nhóm người nói ngôn ngữ đầu tiên. Trong khi những người nhập cư nông thôn vào thành phố nói nhiều ngôn ngữ khác nhau và chỉ sử dụng Sango như một ngôn ngữ chung, con cái họ sử dụng Sango làm ngôn ngữ chính (và đôi khi duy nhất) của họ. Điều đó đã dẫn đến sự mở rộng nhanh chóng của từ vựng, bao gồm cả thuật ngữ chính thức và tiếng lóng. Ngoài ra, vị trí mới là ngôn ngữ hàng ngày của thành phố thủ đô đã khiến Sango có được vị thế lớn hơn và được sử dụng ngày càng nhiều trong các lĩnh vực mà trước đây nó là tiêu chuẩn để sử dụng Tiếng Pháp.